# Enrique Alcides
Enrique Alcides (n. Las Palmas de Gran Canaria; 13 de enero de 1975) es un actor de cine y teatro, productor y artista plástico español.
Cuenta con una trayectoria de más de 25 años en el cine, donde ha protagonizado series de televisión y telenovelas como Arrayán, Calle nueva, Hierro, El Ministerio del Tiempo, Cuéntame cómo pasó, entre otras. También ha protagonizado varias películas como The Tulse Luper Suitcase, Piedras y La estrategia del pequinés.
En 2002 fue premiado con el EFP Shooting Star en el Festival Internacional de Cine de Berlín.

## Filmografía

### Cine
- Finisterre, donde termina el mundo (Protagonista. Dir: Xavier Vilaverde. 1998)
- Sagitario (protagonista. Dir: Vicente Molina Foix. 2001)
- Piedras (coprotagonista. Dir: Ramón Salazar. 2002)
- The Tulse Luper Suitcase (2003)
- Sucedió en España (coprotagonista. Dir Álex Quiroga (2004)
- Milosc Na Wybiegu (2008) Reparo, dirigido por Krzystof Lang
- Propios y extraños (2009) Reparto,dirigido por Manolo González

- Sin razones (Reparto. Dir: Jordi Mesa. 2012)
- Haz de tu vida una obra de arte (coprotagonista. Dir: Fernando Merinero. 2012)
- La estrategia del pequinés (coprotagonista. Dir: Elio Quiroga. 2019)

### Televisión
- El súper Telecinco. (20 episodios, 1996-1998)
- Calle nueva La 1. (23 episodios, 1997-1998)
- Petra Delicado Telecinco. (1999)
- Hospital Central Telecinco. (11 episodios, 2002-2003)
- Cuéntame cómo pasó La 1. (11 episodios, 2006-2012)
- Planta 25 FORTA. (40 episodios, 2007-2008)
- UCO La 1. (4 episodios, 2009)
- Águila Roja La 1. (2 episodios, 2009)
- Arrayán (serie de televisión), Canal Sur. 2013
- Ciega a citas, Cuatro. 2014
- El Ministerio del Tiempo, La 1, 2015
- Hierro, Movistar. 2020
- Una vida menos en Canarias, Antena 3. 2024